# Campionati del mondo di atletica leggera indoor 2012 - Eptathlon
La gara dell'eptathlon maschile si è tenuta il 9 ed il 10 marzo 2012, Hanno partecipato 8 atleti. 

## Orario
| Date          | Time  | Round             |
| ------------- | ----- | ----------------- |
| 9 Marzo 2012  | 11:35 | 60 metri piani    |
|               | 12:35 | Salto in lungo    |
|               | 17:40 | Getto del peso    |
|               | 18:50 | Salto in alto     |
| 10 Marzo 2012 | 9:30  | 60 metri ostacoli |
|               | 10:30 | Salto con l'asta  |
|               | 18:20 | 1000 metri piani  |
|               | 18:20 | Classifica finale |

## Risultati

### 60 m piani
| Pos | Corsia | Nome                    | Nazione     | Ris  | Punti | Notes |
| --- | ------ | ----------------------- | ----------- | ---- | ----- | ----- |
| 1   | 4      | Ashton Eaton            | Stati Uniti | 6.79 | 958   |       |
| 2   | 6      | Oleksiy Kasyanov        | Ucraina     | 6.87 | 929   |       |
| 3   | 3      | Yordani García          | Cuba        | 7.02 | 875   |       |
| 4   | 2      | Artem Lukyanenko        | Russia      | 7.07 | 858   |       |
| 5   | 8      | Adam Sebastian Helcelet | Rep. Ceca   | 7.19 | 816   |       |
| 6   | 5      | Mikk Pahapill           | Estonia     | 7.27 | 789   | SB    |
| 7   | 1      | Il'ja Škurenëv          | Russia      | 7.39 | 749   |       |
| 8   | 7      | Andrei Krauchanka       | Bielorussia | 7.46 | 726   |       |

### Salto in lungo
| Rank | Name                    | Nationality | #1   | #2   | #3   | Result | Points | Notes | Summary |
| ---- | ----------------------- | ----------- | ---- | ---- | ---- | ------ | ------ | ----- | ------- |
| 1    | Ashton Eaton            | Stati Uniti | 8.16 | x    | —    | 8.16   | 1102   | PB    | 2060    |
| 2    | Oleksiy Kasyanov        | Ucraina     | 7.62 | x    | 7.68 | 7.68   | 980    |       | 1909    |
| 3    | Il'ja Škurenëv          | Russia      | 7.30 | 7.50 | x    | 7.50   | 935    | PB    | 1684    |
| 4    | Artem Lukyanenko        | Russia      | 7.26 | 7.38 | 7.17 | 7.38   | 905    | PB    | 1763    |
| 5    | Andrei Krauchanka       | Bielorussia | x    | 7.36 | x    | 7.36   | 900    |       | 1626    |
| 6    | Adam Sebastian Helcelet | Rep. Ceca   | x    | 7.24 | 7.05 | 7.24   | 871    |       | 1687    |
| 7    | Mikk Pahapill           | Estonia     | 6.74 | 6.70 | x    | 6.74   | 753    |       | 1542    |
| 8    | Yordani García          | Cuba        | x    | 6.48 | 6.64 | 6.64   | 729    | SB    | 1604    |

### Getto del peso
| Rank | Name                    | Nationality | #1    | #2    | #3    | Result | Points | Notes | Summary |
| ---- | ----------------------- | ----------- | ----- | ----- | ----- | ------ | ------ | ----- | ------- |
| 1    | Oleksiy Kasyanov        | Ucraina     | 15.24 | 14.76 | 14.61 | 15.24  | 804    |       | 2713    |
| 2    | Andrei Krauchanka       | Bielorussia | 14.71 | 14.61 | 14.90 | 14.90  | 784    | SB    | 2410    |
| 3    | Ashton Eaton            | Stati Uniti | x     | 13.89 | 14.56 | 14.56  | 763    | SB    | 2823    |
| 4    | Mikk Pahapill           | Estonia     | 14.54 | 14.11 | 14.48 | 14.54  | 761    |       | 2303    |
| 5    | Artem Lukyanenko        | Russia      | 13.19 | 14.35 | x     | 14.35  | 750    |       | 2513    |
| 6    | Yordani García          | Cuba        | 14.18 | x     | x     | 14.18  | 739    | SB    | 2343    |
| 7    | Adam Sebastian Helcelet | Rep. Ceca   | 13.97 | 13.97 | 14.04 | 14.04  | 731    |       | 2418    |
| 8    | Il'ja Škurenëv          | Russia      | 12.62 | 13.06 | 13.39 | 13.39  | 691    | PB    | 2375    |

### Salto in alto
| Pos | Nome                    | Nationality | 1.88 | 1.91 | 1.94 | 1.97 | 2.00 | 2.03 | 2.06 | 2.09 | Result | Points | Notes | Summary |
| --- | ----------------------- | ----------- | ---- | ---- | ---- | ---- | ---- | ---- | ---- | ---- | ------ | ------ | ----- | ------- |
| 1   | Adam Sebastian Helcelet | Rep. Ceca   | –    | o    | –    | o    | xo   | xxo  | o    | xxx  | 2.06   | 859    | PB    | 3277    |
| 2   | Yordani García          | Cuba        | –    | o    | o    | xo   | o    | o    | xo   | xxx  | 2.06   | 859    | SB    | 3202    |
| 3   | Ashton Eaton            | Stati Uniti | –    | o    | o    | o    | o    | o    | –    | xxx  | 2.03   | 831    | SB    | 3654    |
| 3   | Andrei Krauchanka       | Bielorussia | –    | o    | –    | o    | o    | o    | xxx  |      | 2.03   | 831    | SB    | 3241    |
| 5   | Il'ja Škurenëv          | Russia      | o    | o    | o    | o    | xxo  | o    | xxx  |      | 2.03   | 831    |       | 3206    |
| 6   | Oleksiy Kasyanov        | Ucraina     | –    | xo   | o    | o    | xxx  |      |      |      | 1.97   | 776    |       | 3489    |
| 6   | Artem Lukyanenko        | Russia      | –    | xo   | o    | o    | xxx  |      |      |      | 1.97   | 776    |       | 3289    |
| 8   | Mikk Pahapill           | Estonia     | –    | o    | xxo  | xxx  |      |      |      |      | 1.94   | 749    | SB    | 3052    |

### 60 m ostacoli
| Rank | Name                    | Nationality | Result | Points | Notes | Summary |
| ---- | ----------------------- | ----------- | ------ | ------ | ----- | ------- |
| 1    | Ashton Eaton            | Stati Uniti | 7.68   | 1064   |       | 4718    |
| 2    | Il'ja Škurenëv          | Russia      | 8.10   | 957    | PB    | 4163    |
| 3    | Artem Lukyanenko        | Russia      | 8.13   | 949    |       | 4238    |
| 4    | Yordani García          | Cuba        | 8.13   | 949    | SB    | 4151    |
| 5    | Adam Sebastian Helcelet | Rep. Ceca   | 8.16   | 942    |       | 4219    |
| 6    | Andrei Krauchanka       | Bielorussia | 8.21   | 930    | SB    | 4171    |
| 7    | Oleksiy Kasyanov        | Ucraina     | 8.39   | 886    |       | 4375    |
| 8    | Mikk Pahapill           | Estonia     | DNF    | 0      |       | 3052    |

### Salto con l'asta
| Rank | Name                    | Nationality | 4.30 | 4.50 | 4.60 | 4.70 | 4.80 | 4.90 | 5.00 | 5.10 | 5.20 | 5.30 | Result | Points | Notes | Summary |
| ---- | ----------------------- | ----------- | ---- | ---- | ---- | ---- | ---- | ---- | ---- | ---- | ---- | ---- | ------ | ------ | ----- | ------- |
| 1    | Ashton Eaton            | Stati Uniti | –    | o    | –    | o    | –    | o    | o    | o    | xo   | xxx  | 5.20   | 972    | SB    | 5690    |
| 2    | Artem Lukyanenko        | Russia      | –    | o    | o    | o    | o    | o    | o    | xxx  |      |      | 5.00   | 910    | PB    | 5148    |
| 3    | Il'ja Škurenëv          | Russia      | –    | o    | –    | o    | o    | o    | xxx  |      |      |      | 4.90   | 880    |       | 5043    |
| 4    | Oleksiy Kasyanov        | Ucraina     | o    | o    | o    | o    | o    | xxx  |      |      |      |      | 4.80   | 849    | SB    | 5224    |
| 5    | Andrei Krauchanka       | Bielorussia | –    | –    | xo   | –    | o    | –    | xxx  |      |      |      | 4.80   | 849    | SB    | 5020    |
| 6    | Adam Sebastian Helcelet | Rep. Ceca   | o    | o    | xxo  | o    | xxx  |      |      |      |      |      | 4.70   | 819    |       | 5038    |
| 7    | Yordani García          | Cuba        | –    | –    | xo   | xxx  |      |      |      |      |      |      | 4.60   | 790    |       | 4941    |
|      | Mikk Pahapill           | Estonia     |      |      |      |      |      |      |      |      |      |      | DNS    | 0      |       | DNF     |

### 1000 m piani
| Rank | Name                    | Nationality | Result  | Points | Notes |
| ---- | ----------------------- | ----------- | ------- | ------ | ----- |
| 1    | Ashton Eaton            | Stati Uniti | 2:32.78 | 955    | CR    |
| 2    | Il'ja Škurenëv          | Russia      | 2:41.66 | 855    | PB    |
| 3    | Oleksiy Kasyanov        | Ucraina     | 2:42.41 | 847    | NR    |
| 4    | Adam Sebastian Helcelet | Rep. Ceca   | 2:43.05 | 840    | PB    |
| 5    | Artem Lukyanenko        | Russia      | 2:44.82 | 821    | PB    |
| 6    | Yordani García          | Cuba        | 2:50.21 | 763    | PB    |
| 7    | Andrei Krauchanka       | Bielorussia | 2:53.83 | 726    | SB    |

### Classifica finale
| Rank | Name                    | Nationality | Points | Notes |
| ---- | ----------------------- | ----------- | ------ | ----- |
| 1    | Ashton Eaton            | Stati Uniti | 6645   | WR,CR |
| 2    | Oleksiy Kasyanov        | Ucraina     | 6071   |       |
| 3    | Artem Lukyanenko        | Russia      | 5969   |       |
| 4    | Il'ja Škurenëv          | Russia      | 5898   |       |
| 5    | Adam Sebastian Helcelet | Rep. Ceca   | 5878   |       |
| 6    | Andrei Krauchanka       | Bielorussia | 5746   |       |
| 7    | Yordani García          | Cuba        | 5704   | SB    |
|      | Mikk Pahapill           | Estonia     | DNF    |       |